# Unlocked (Film)
Unlocked ist ein britisch-amerikanischer Thriller-Film aus dem Jahr 2017 unter der Regie von Michael Apted und geschrieben von Peter O’Brien. Die Hauptcharaktere werden von Noomi Rapace, Orlando Bloom, Michael Douglas, John Malkovich und Toni Collette gespielt.
Der Film wurde am 5. Mai 2017 von Lionsgate in Großbritannien veröffentlicht. Am 23. September 2019 wurde er unter dem Titel Die Spezialistin im ZDF als Free-TV-Premiere ausgestrahlt.

## Handlung
Nachdem eine Operation in Paris unter der Aufsicht der CIA-Verhörspezialistin Alice Racine gescheitert ist, da ein Anschlag nicht verhindert werden konnte, arbeitet sie verdeckt in einem Gemeindezentrum in London. Der Stadtteil ist ein bekannter Ort für islamischen Extremismus. Ihre gesammelten Informationen gibt sie an MI5-Geheimdienstchefin Emily Knowles weiter. Ihr ehemaliger Vorgesetzter und Mentor Eric Lasch erklärt ihr, dass sie sich nicht für die gescheiterte Operation in Paris schuldig fühlen solle, die dazu führte, dass 24 Menschen von algerischen Selbstmordattentätern getötet wurden, und dass sie zurück in den aktiven Einsatz müsse. Unterdessen erhalten die CIA und der MI5 Informationen, dass der radikale Prediger Imam Yazid Khaleel in Zusammenarbeit mit dem in den USA geborenen Islamisten und Terroristen David Mercer einen Angriff mit Biowaffen auf ein US-amerikanisches Ziel auf britischem Boden plant. Der Kurier des Imams wurde festgenommen, aber der eigentlich zuständige Verhörspezialist ist einem Herzinfarkt erlegen. Racine wird daher von Frank Sutter angesprochen, einem Offizier der Londoner CIA-Filiale, der ihr den Befehl von CIA-Europachef Bob Hunter übermittelt, Khaleels Kurier zu verhören.
In einem Hotel beginnt Racine mit dem Verhör des Kuriers, eines Britisch-Marokkaners namens Lateef. Sie kann den Satz, mit dem der Kurier sich gegenüber dem Vertreter von Mercer identifizieren soll, aus ihm herausbekommen. Bevor sie jedoch die Details an Sutter weitergibt, erhält sie einen Anruf ihres US-Vorgesetzten Ed Romley, der ihr zu ihrem Erstaunen denselben Auftrag erteilt wie zuvor Sutter. Sie erkennt, dass sie ausgetrickst wurde und die Männer, mit denen sie zusammenarbeitet, nicht von der CIA sind. Sie flieht mit Lateef, doch der wird von den Verfolgern getötet. Sie zieht sich in Laschs Wohnung zurück, die bald darauf auch angegriffen wird, wobei Lasch scheinbar erschossen wird. Sie flieht erneut, diesmal in eine Wohnung, die Lasch ihr zuvor genannt hat. Dort erwischt sie den Einbrecher Jack Alcott, der gerade die Wohnung ausraubt. Sie hält ihn im Schlafzimmer fest und kontaktiert Hunter und Romley. Obwohl diese inzwischen festgestellt haben, dass die Agenten, die Lateef bewachen sollten, erschossen wurden, und behaupten, ihr zu glauben, senden sie bewaffnete Polizeibeamte, die sie festnehmen sollen. Nachdem sie getasert wurde, wird sie von Alcott gerettet, und die beiden fliehen. Alcott erzählt ihr, dass er ein ehemaliger britischer Marinesoldat sei, der im Irakkrieg diente. Sie erlaubt ihm widerstrebend, sie zu begleiten. Außerdem sucht sie die Hilfe von Amjad, einem Freund und Kunden aus dem Gemeindezentrum, der Taxi fährt und weiß, dass sie eigentlich für die CIA arbeitet.
In einem Restaurant finden sie Khaleel. Er erzählt, dass die Kurierbotschaft lediglich ein Abbruchbefehl sei, da er nicht mehr an den radikalen Extremismus glaube, den er einst gefördert hat. Er befürchtet aber, dass Mercer den Angriff dennoch weiterführen wird. Racine entdeckt, dass Alcott für Sutter arbeitet, und die beiden kämpfen gegeneinander. Alcott wird dabei von einem Fremden erschossen, der in die Auseinandersetzung hineingezogen wurde, als Alcott seinen Kampfhund tötete. Racine wendet sich an Knowles, die eine Operation startet, bei der Amjad als vermeintlicher Kurier mit dem Vertreter von Mercer zusammentreffen soll, um den Abbruchbefehl zu übermitteln. Knowles enthüllt Racine Informationen des französischen Geheimdienstes DGSI, wonach CIA-Verantwortliche den Pariser Angriff zugelassen hatten, um einen Whistleblower aus den Reihen der CIA zu beseitigen. Die weiteren Todesopfer wurden billigend in Kauf genommen, und Racine ist demnach kein Fehlverhalten anzulasten; sie hat nicht versagt, sondern wurde verraten. Unterdessen analysiert Romleys Team die Kugeln, die bei der Tötung jener Männer verwendet wurden, die Lateef zur CIA bringen sollten. Sie stammen aus einem seltenen AT308C-Scharfschützengewehr aus dem Bestand der Metropolitan Police, das an den korrupten MI5-Agenten John Wilson ausgegeben wurde. Wilson ist inzwischen Teil von Knowles Sicherungsteam für die bevorstehende Operation. Er setzt seine Kollegen außer Gefecht und schießt auch auf Knowles, die aber von einer schusssicheren Weste geschützt wird. Amjad wird nach Überbringung der Botschaft von Mercers Vertreter angeschossen und dann von Wilson aus der Distanz getötet, als Racine ihm helfen will. Als Wilson auch Racine ermorden will, wird er von Knowles beschossen und muss sich absetzen.
Racine geht zu einem von Sutter organisierten Treffpunkt, wo sich herausstellt, dass Lasch nicht nur seinen Tod fingiert hat, sondern sogar der Hauptverschwörer ist. Er ließ den Verhörexperten von Wilson ermorden, da er glaubte, Racine besser manipulieren zu können, und gibt zu, dass er auch den Pariser Anschlag zu verantworten hat. Sie versucht erfolglos, aus ihm herauszubekommen, wo der geplante Anschlag stattfinden soll, und lässt ihn absichtlich entkommen, um ihm folgen zu können. Währenddessen hat der eigentliche Attentäter drei Biowaffen-Bomben im Lüftungssystem des Wembley-Stadions platziert, in dem ein ausverkauftes American-Football-Spiel ausgetragen werden soll. Der Attentäter soll den Countdown für die Bomben per Fernzünder auslösen, doch dann erklärt er Mercer am Telefon, dass er zweifle und den Anschlag nicht ausführen werde. Da taucht Wilson auf, tötet den Attentäter und nimmt ihm den Fernzünder ab.
In einem Lagerhaus außerhalb des Wembley-Stadions übergibt Wilson den Fernzünder an Lasch und geht. Lasch aktiviert den Fünf-Minuten-Countdown und wird von Racine überrascht. Er erklärt ihr seine Beweggründe: Die amerikanischen Zuschauer des Football-Spiels sollen das Virus in den USA verbreiten, um die US-Regierung wachzurütteln und so zu zwingen, die Bedrohung durch biologischen Terrorismus ernst zu nehmen – Lasch will also wenige opfern, um viele zu retten. Als Wilson zurückkommt, tötet Racine ihn bei dem folgenden Schusswechsel. Sie führt mit Lasch einen kurzen Kampf, bei dem er in den Tod stürzt, und kann gerade rechtzeitig den Countdown für die Virenbomben stoppen.
Im Wissen, dass Mercer angesichts des fehlgeschlagenen Angriffs versuchen wird, sich nach Syrien abzusetzen, wird sie von Hunter angewiesen, ihn auf dem Weg abzufangen. In Prag ist Mercer dabei, sich mit einem Kontaktmann zu treffen. Inmitten der Menge durchtrennt Racine im Vorbeigehen seine Oberschenkelarterie mit einem tiefen Schnitt, sodass er in kürzester Zeit verblutet. Hunter trifft sich mit Racine und begrüßt ihren Wiedereintritt in den aktiven Dienst.

## Kritik
Der Film erhielt gemischte Kritiken. Rotten Tomatoes zählte 15 positive und 47 negative Rezensionen. Metacritic zählte 2 positive, 12 gemischte und 1 negative Veröffentlichungen. Auf der Seite der Internet Movie Database wurde bei 30.590 Nutzern die gewichtete Durchschnittsnote 6,3 von 10 ermittelt.
Der Mediendienst Teleschau lobte den „hochspannenden Biowaffen-Thriller“ und begrüßte die Umsetzung des Drehbuchs.